# Nadzikambia
Nadzikambia — рід ігуаноподібних ящірок родини хамелеонових (Chamaeleonidae). Представники цього роду мешкають в Малаві і Мозамбіку. Це дрібні, плезіоморфні хамелеони. Раніше їх відносили до роду Chamaeleo, а пізніше вони були переведені до роду Bradypodion. Це було піддано критиці, оскільки плезіоморфії не можуть бути використані для визначення клади, і за результатами дослідження вони були переведені до новоствореного роду Nadzikambia.

## Види
Рід Nadzikambia нараховує 2 види:
- Nadzikambia baylissi Branch & Tolley, 2010
- Nadzikambia mlanjensis (Broadley, 1965)

## Етимологія
Наукова назва роду Nadzikambia походить від слова Nadzikambe мовою чева на позначення хамелеона.